# Knobbelhokko
De knobbelhokko (Crax globulosa) is een vogel uit de familie sjakohoenders en hokko's (Cracidae). De wetenschappelijke naam van de soort is voor het eerst geldig gepubliceerd in 1825 door Spix. Het is een bedreigde vogelsoort uit het westen van het Amazoneregenwoud. 

## Kenmerken
De vogel is 82 tot 89 cm lang en voornamelijk zwart gekleurd. Het mannetje heeft een kuif met gekrulde veren en een witte onderbuik. De vogel heeft een roodachtige, soms meer geel lijkende knobbel en lel aan de verder zwarte snavel. De poten zijn zwart. Het vrouwtje is ook zwart met een roodbruine buik en ze heeft ook een zwarte snavel met een rode washuid aan het begin.

## Voorkomen
De soort komt voor in het westen van het Amazoneregenwoud: in West-Brazilië, Zuid-Colombia, Oost-Ecuador, Oost-Peru en Noord-Bolivia. Het leefgebied bestaat uit regenwoud langs rivieren. De vogel wordt vaak foeragerend waargenomen in ondergelopen oeverzones, vooral in de droge tijd concentreren de hoenders zich langs rivieren en bij poelen.

## Beschermingsstatus
De knobbelhokko heeft een leefgebied langs rivieren die meestal de toegangswegen naar het oerwoud zijn voor mensen, daardoor zijn ze extra gevoelig (in vergelijking met andere soorten hoenderachtigen) voor jacht en is de kans op uitsterven aanwezig. De grootte van de populatie werd in 2016 door BirdLife International geschat op 250 tot 1000 volwassen individuen en de populatie-aantallen nemen af door jacht een aantasting van het leefgebied. Om deze redenen staat deze soort als bedreigd op de Rode Lijst van de IUCN.